# كلو ديجيرت
كلو ديجيرت (بالإنجليزية: Chloé Dygert)‏ (و. 1997  م) هي دراجة، من الولايات المتحدة، شاركت في ركوب الدراجات في الألعاب الأولمبية الصيفية 2016.

## سباقات أو مراحل فاز بها
| التاريخ        | السباق                                                                        | المركز                                                                                        |
| -------------- | ----------------------------------------------------------------------------- | --------------------------------------------------------------------------------------------- |
| 01 يناير 2015  | سباق الزمن على الطريق للشابات في بطولة العالم 2015                            |                                                                                               |
| 01 يناير 2015  | بطولة العالم لسباق الدراجات على الطريق 2015 – سباق الطريق للشابات             |                                                                                               |
| 22 مايو 2016   | طواف أمجين كاليفورنيا 2016                                                    | الأول في تصنيف أفضل شاب، السادس في التصنيف العام                                              |
| 13 أغسطس 2016  | ركوب الدراجات في الألعاب الأولمبية الصيفية 2016 – سيدات سباق المطاردة الفرقية |                                                                                               |
| 01 يناير 2017  | بطولة العالم للدراجات على المضمار 2017 – سباق المطاردة الفردية للسيدات        |                                                                                               |
| 28 يناير 2017  | Cadel Evans Great Ocean Road Race Women 2017                                  | التاسع في التصنيف العام                                                                       |
| 05 مايو 2017   | سباق الزمن للسيدات في بطولة بان أميركان 2017                                  |                                                                                               |
| 19 سبتمبر 2017 | سباق الزمن للسيدات في بطولة العالم 2017                                       | الرابع في التصنيف العام                                                                       |
| 01 يناير 2018  | 2018 UCI Track Cycling World Championships – women's individual pursuit       |                                                                                               |
| 15 أبريل 2018  | 2018 Joe Martin Stage Race Women                                              |                                                                                               |
| 13 يوليو 2018  | 2018 Chrono Kristin Armstrong (women)                                         | الثاني في التصنيف العام                                                                       |
| 07 أبريل 2019  | 2019 Joe Martin Stage Race Women                                              |                                                                                               |
| 05 مايو 2019   | طواف جيلا للسيدات 2019                                                        |                                                                                               |
| 27 يونيو 2019  | سباق الطريق ضد الساعة للسيدات في بطولة الولايات المتحدة 2019                  |                                                                                               |
| 12 يوليو 2019  | Chrono Kristin Armstrong women 2019                                           |                                                                                               |
| 07 أغسطس 2019  | Contre-la-montre féminin aux Jeux panaméricains 2019                          |                                                                                               |
| 25 أغسطس 2019  | 2019 Colorado Classic                                                         | الأول في التصنيف العام، الأول في تصنيف أفضل شاب، الأول في تصنيف الجبال، الأول في تصنيف النقاط |
| 24 سبتمبر 2019 | سباق الزمن للسيدات في بطولة العالم 2019                                       | الأول في التصنيف العام                                                                        |
| 17 يونيو 2021  | سباق الطريق ضد الساعة للسيدات في بطولة الولايات المتحدة على الطريق 2021       |                                                                                               |
| 22 يونيو 2023  | سباق الزمن على الطريق للسيدات في بطولة الولايات المتحدة على الطريق 2023       |                                                                                               |
| 25 يونيو 2023  | سباق الطريق للسيدات في بطولة الولايات المتحدة على الطريق 2023                 |                                                                                               |
| 10 أغسطس 2023  | سباق الزمن للسيدات في بطولة العالم 2023                                       | الأول في التصنيف العام                                                                        |
| 29 يناير 2025  | 2025 Women's Surf Coast Classic                                               |                                                                                               |

## روابط خارجية
- كلو ديجيرت على موقع الاتحاد الدولي للدراجات (الإنجليزية)
- كلو ديجيرت على موقع أرشيف الدراجات (الإنجليزية)
- كلو ديجيرت على موقع إحصائيات الدراجات الإحترافية (الإنجليزية)
- كلو ديجيرت على موقع CycleBase (الإنجليزية)
- كلو ديجيرت على موقع اللجنة الأولمبية الدولية (الإنجليزية)
- كلو ديجيرت على موقع أوليمبيديا (الإنجليزية)
- كلو ديجيرت على موقع اللجنة الأولمبية والبارالمبية الأمريكية (الإنجليزية)